# Giovinezza prepotente
Giovinezza prepotente (The Fair Co-ed) è un film muto del 1927 diretto da Sam Wood, conosciuto anche con il titolo alternativo The Varsity Girl.
Il soggetto è tratto dal lavoro teatrale The Fair Co-ed di George Ade. Il film è interpretato da Marion Davies.

## Produzione
Il film fu prodotto per la MGM dalla Cosmopolitan Productions, la casa di produzione fondata dal magnate William Randolph Hearst per Marion Davies.

## Distribuzione
Distribuito dalla MGM, il film uscì nelle sale cinematografiche degli Stati Uniti il 23 ottobre 1927. Copia del film viene conservata negli archivi della Metro-Goldwyn-Mayer/United Artists.